# Rüdiger Bergmann
Rüdiger Bergmann (* 3. April 1942 in Marienwerder a. d. Liebe/Westpreußen) ist ein deutscher Maler.

## Tätigkeit
Rüdiger Bergmann ist 1984 mit seinen Aktivitäten unter Wasser in Deutschland überregional bekannt geworden. In einer Kunstaktion im Indischen Ozean vor der Insel Giravaru im Nord Male Atoll befestigte er selbstgestaltete Unterwassermotive in einer abgestorbenen Korallenwand. Das Jahr 1984 ist auch der Beginn seiner Malerei unter Wasser.
Seine erste Unterwasser-Ausstellung fand am 6. Oktober 1984 im Gartenhallenbad Wesseling statt. Dazu stiegen die Vernissagegäste unter Wasser. Trockenen Fußes konnte das Publikum den Verlauf des Geschehens an einem Bullauge und auf einem Monitor miterleben.
Die bei seiner Malerei unter Wasser wahrgenommenen unterschiedlichen Strukturen des Meeresbodens regten ihn an, im Atelier Sand auf Leinwand zu fixieren. So entstanden 1992 die ersten Sandbilder mit vornehmlich blau eingefärbtem Sand zum Thema „Evolution“.
1995 führte ihn eine Reise nach Westafrika. Er setzt sich mit den Kulturen der dort lebenden Völker und ihren Mythologien auseinander. Neben dem Schöpfungsmythos der Dogon in Mali dominieren Darstellungen von Fundstücken und Felsbilder aus der algerischen Sahara und der Namib-Wüste. Für diese Sandbilder bevorzugt er Originalsand aus verschiedenen Regionen. Seit einem Kunstprojekt in Russland im Jahre 2005, verbunden mit einer Ausstellung in Moskau und Perm/Ural, ergänzt er seine Sandmischtechniken mit Fundstücken von seinen Reisen und Materialien aus der Alltagswelt.
Rüdiger Bergmann (DGPh) nimmt seit 2000 die Fotografie in seine kreative Arbeit mit auf. Bevorzugt verbindet er Körperformen unter anderem mit Alltagseindrücken, Werbebotschaften, Kronkorken und spröden Fassadendetails.